# Trpeytsa
Trpeytsa (en macédonien Трпејца) est un village du sud-ouest de la Macédoine du Nord, situé dans la municipalité d'Ohrid. Le village comptait 303 habitants en 2002.
Il est connu pour sa reconstitution de village néolithique sur pilotis, la baie des Os.

## Démographie
Lors du recensement de 2002, le village comptait :
- Macédoniens : 303

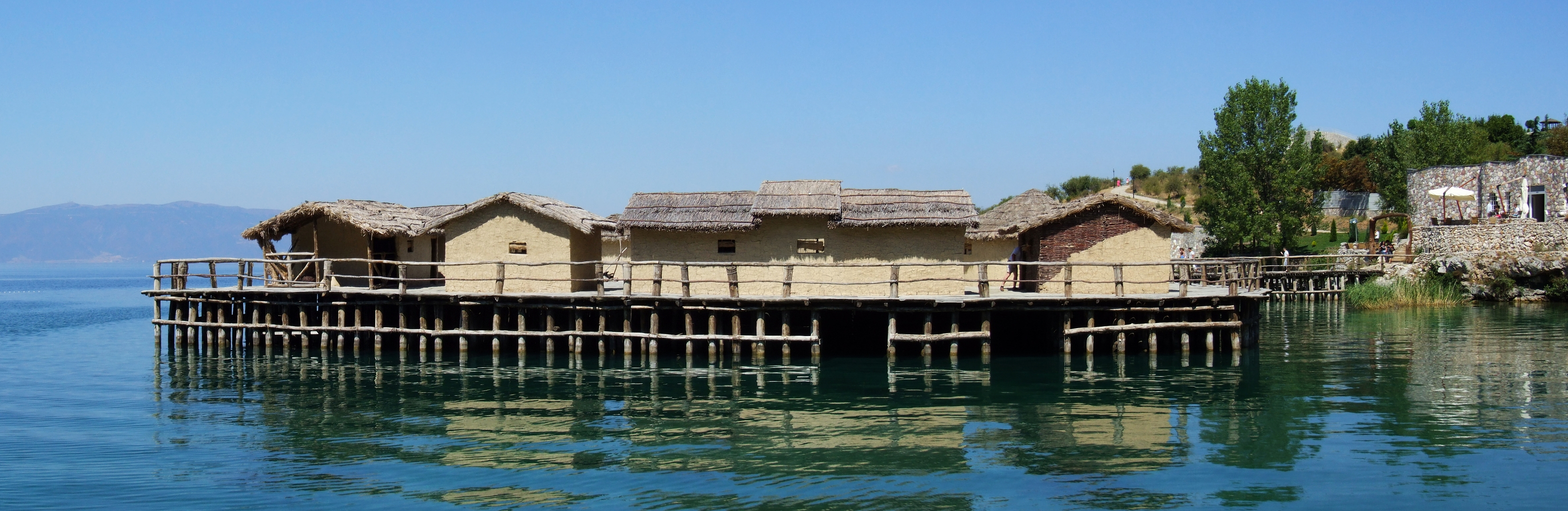
Le village sur pilotis.
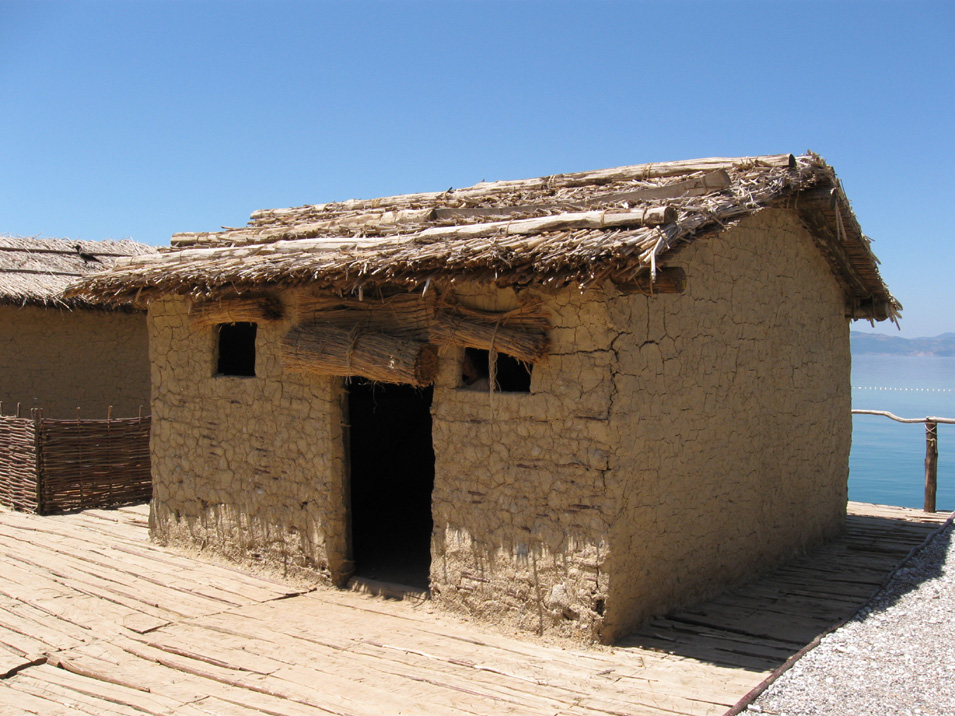
Reconstitution d'une maison préhistorique.
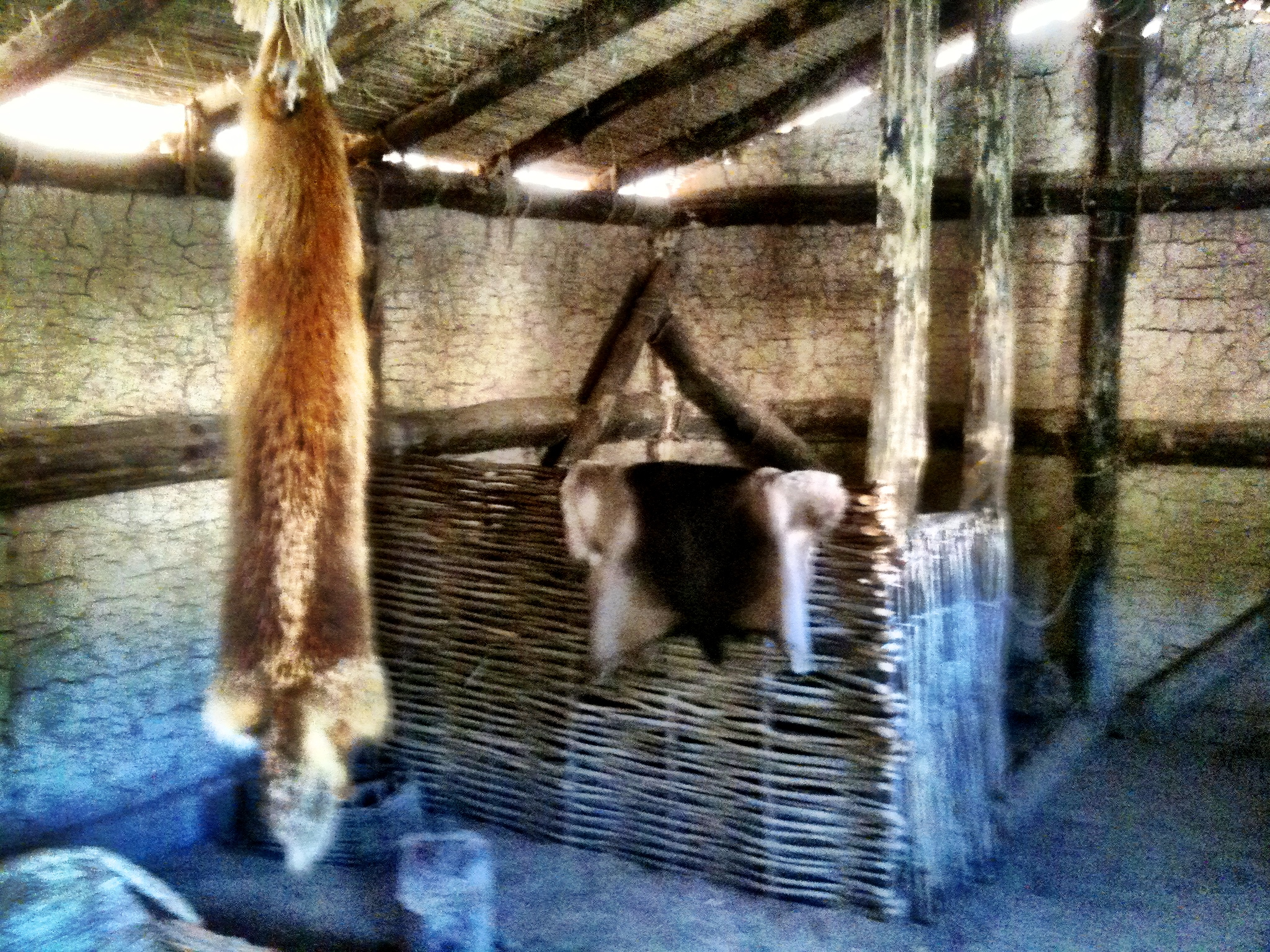
Intérieur d'une maison.
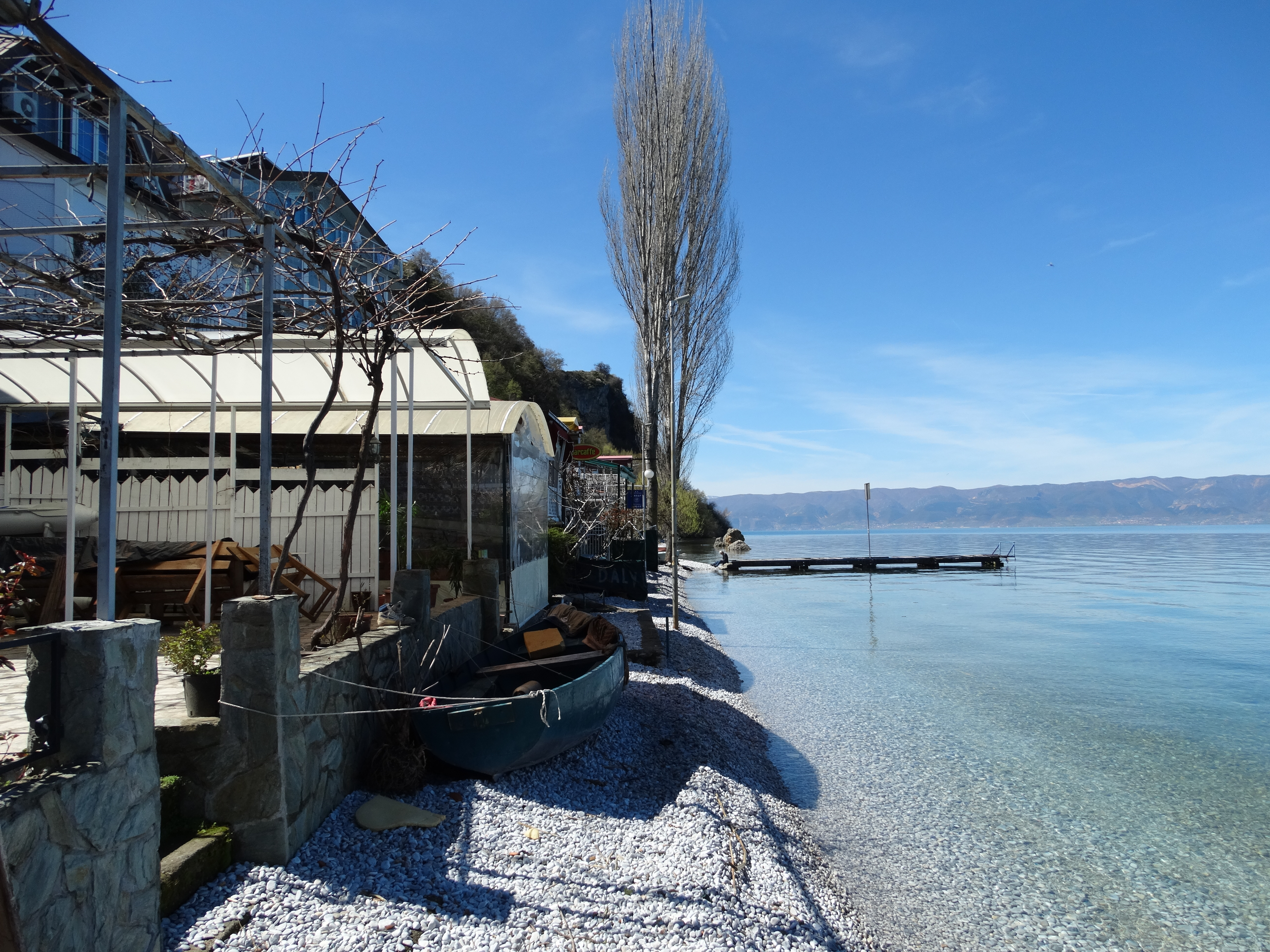
La plage sur les rives du lac d'Ohrid.